# 埃德薩

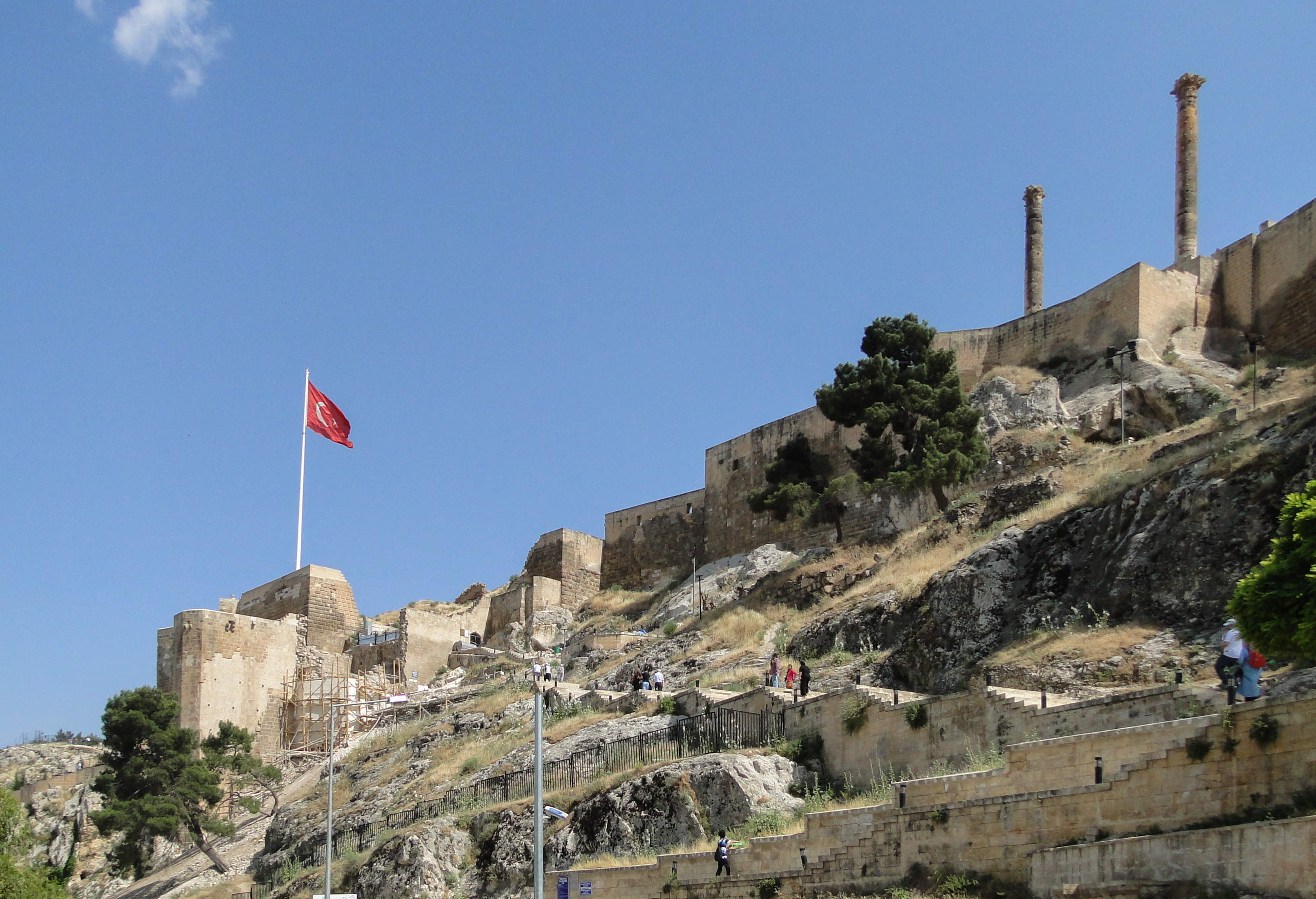
乌尔法城堡遗址

埃德萨是上美索不达米亚的一座城市，公元前302年由塞琉古一世建立，曾是奥斯若恩王国的首都。公元260年发生埃德萨战役。十字军东征期间，在此建立了埃德萨伯国。现今名字是尚勒烏爾法。